# 274 a. C.
El año 274 a. C. fue un año del calendario romano prejuliano. En el Imperio romano se conocía como el año 480 ab urbe condita. 

## Acontecimientos

### Egipto
- Magas de Cirene se casa con Apama, hija de Antíoco I Soter, y usa su alianza matrimonial para fomentar un pacto para invadir Egipto. Abre las hostilidades contra su medio hermano Ptolomeo II al declarar su provincia de Cirenaica independiente; luego ataca Egipto desde el oeste al tiempo que Antíoco toma las zonas controladas por los egipcios en la Siria costera y el sur de Anatolia, después de lo cual él ataca Palestina.
- Magas tiene que detener su avance contra Ptolomeo II debido a una revuelta interna por los nómadas marmáridas libios.

### Grecia
- Pirro regresa de Italia y Sicilia e invade Macedonia expulsando a Antígono II Gonatas fuera de la Macedonia superior y Tesalia mientras que Antígono conserva las ciudades macedonias del litoral. Las tropas de Antígono lo abandonan y declaran a Pirro rey de Macedonia.

### República romana
- Consulados de Servio Cornelio Merenda y Manio Curio Dentato, cos. III, en la Antigua Roma.[1]
- Los romanos, bajo el mando de Manio Curio Dentato, derrotan a los lucanos.